# اولیویا باراش
اولیویا باراش (انگلیسی: Olivia Barash؛ زادهٔ ۱۱ ژانویهٔ ۱۹۶۵) بازیگر زن تلویزیون، تئاتر و سینما اهل ایالات متحده آمریکا است. وی در شهر میامی به دنیا آمد و در نیویورک بزرگ و در ۱۱ سالگی وارد حرفه بازیگری شد.

از فیلم‌ها یا برنامه‌های تلویزیونی که وی در آن نقش داشته‌است می‌توان به شرخر، پتی هرست، توف توربو، و دست و پا زدن اشاره کرد.